# Jorge Murad
Jorge Francisco Murad Júnior GOIH (São Luís, 21 de janeiro de 1954), também conhecido como Jorge Murad, é um empresário e político brasileiro filiado ao Movimento Democrático Brasileiro (MDB). É casado com a ex-governadora do Estado do Maranhão, Roseana Sarney.

## Biografia
Jorge Murad nasceu em uma família modesta, que, na década de 1970, era dona de uma padaria e de uma cantina escolar. Entre 1975 e 1976, sua empresa de óleo de babaçu faliu e ele ficou endividado.
Formou-se em Economia por uma universidade particular de Brasília.
Foi também em 1976, que Jorge se casou com a política Roseana Sarney, filha do ex-presidente da República José Sarney (1985-1990) e de sua esposa, Marly. Adotaram uma filha, Rafaela, já que sua esposa é estéril.
Possui uma filha fora do casamento, fruto de um relacionamento dos tempos em que ficou separado de Roseana. Também é irmão do político Ricardo Murad. 
Durante o governo de seu sogro, Murad, que começou a trabalhar no 4.° andar do Palácio do Planalto, deu conselhos nos rumos da política econômica do país, que passava à época pelo Plano Cruzado.
A 14 de Julho de 1986, foi feito Grande-Oficial da Ordem do Infante D. Henrique de Portugal.
Em 1988, Jorge separou-se de Roseana e mudou-se para o Rio de Janeiro. O casal reconciliou-se em 1994, quando sua esposa concorreu e foi eleita ao seu primeiro mandato no governo do Estado do Maranhão. Jorge assumiu a Secretaria de Planejamento.
Hoje, Murad é dono de várias empresas, cujas áreas de atuação vão do turismo à distribuição de combustíveis, e propriedades rurais e urbanas. Possui uma casa ao lado da mansão da família Sarney na Ilha de Curupu, perto de Raposa.

### O Caso Lunus
Em 2002, a Polícia Federal surpreendeu Murad em seu escritório da Lunus Participações, uma empresa de sua propriedade em sociedade com sua esposa Roseana Sarney, e encontrou 1,34 milhão de reais, quantia supostamente paga por empreteiros.
Em março de 2003, o Superior Tribunal de Justiça manteve decisão favorável à Lunus.